# Bachelorette (singolo)
Bachelorette è una canzone della cantante islandese Björk. È il secondo singolo pubblicato dall'album Homogenic del 1997.

## Descrizione
Il testo di Bachelorette è stato scritto dal poeta islandese Sjón, mentre la musica è stata composta da Björk.
In occasione del Björk Orkestral, serie di concerti del 2021 in cui ha celebrato la sua carriera, Björk ha parlato della canzone, fornendo non soltanto l'interpretazione della storia, ma inserendola anche in un trittico all'interno del quale rappresenterebbe la maturità — insieme a Human Behaviour (l'infanzia) e a Isobel (l'adolescenza):
“Bachelorette” riguarda poi il seguire le falene, tornando di nuovo in città, ma con forza e consapevolezza, confrontandosi con l’amore. Per questo ho voluto che gli arrangiamenti fossero romantici, il più possibile epici, il dramma più grandioso di sempre, ma ancora con amore.»

## Video musicale
Il video di questa canzone, diretto da Michel Gondry, ha avuto una nomination nel 1998 come Miglior Video Musicale. Nel video la cantante è presentata come una scrittrice di successo che ha trovato un libro sepolto in un giardino che ha iniziato a scriversi da solo. Seguendo le indicazioni del libro, si reca a Chicago, dove durante un incontro con un editore si innamora di lui, e diventa una scrittrice molto famosa. Ma il rapporto tra i due si deteriora e loro si separano, così le parole del libro si cancellano e le persone si trasformano in piante. Parte del video è girato come una rappresentazione nella rappresentazione.

## Tracce

### CD1
1. Bachelorette (Radio Edit) – 3:37
2. My Snare (nota anche come Nature is Ancient) – 3:37
3. Scary – 2:25
4. Bachelorette (Howie Spread Mix) – 5:49

### CD2
1. Bachelorette (Mark Bell Optimism Mix) – 5:49
2. Bachelorette (Mark Bell Zip Remix) – 4:18
3. Bachelorette (Mark Bell Blue Remix) – 2:52
4. Bachelorette – 5:12

### CD3
1. Bachelorette (RZA Remix) – 5:49
2. Bachelorette (Alec Hypermodern Jazz Remix) – 5:49
3. Bachelorette (Ae the Ice Princess and the Killer Whale Remix) – 6:23
4. Bachelorette (Grooverider Jeep Remix) – 9:11

## Cover
Della canzone è stata realizzata una cover da parte del cantante turco Müslüm Gürses, dal cantante gothic Voltaire e dal cantautore britannico Nick Mulvey.

## Classifiche
| Paese       | Posizione più alta |
| ----------- | ------------------ |
| Francia     | 17                 |
| Paesi Bassi | 96                 |
| Regno Unito | 21                 |